# واکر (فیلم ۲۰۰۷)
واکر (به انگلیسی: The Walker) فیلمی محصول سال ۲۰۰۷ و به کارگردانی پل شریدر است. در این فیلم بازیگرانی همچون وودی هرلسون، کریستین اسکات توماس، لورن باکال، ند بیتی، موریتس بلایبتروی، مری بت هرت، لی‌لی تاملین، ویلم دفو و ویلیام هوپ ایفای نقش کرده‌اند.